# Narka (Kansas)
Narka es una ciudad ubicada en el condado de Republic en el estado estadounidense de Kansas. En el año 2010 tenía una población de 94 habitantes y una densidad poblacional de 188 personas por km².

## Geografía
Narka se encuentra ubicada en las coordenadas 39°57′37″N 97°25′38″O / 39.960229, -97.427351 (39.960229, -97.427351).

## Demografía
Según la Oficina del Censo en 2000 los ingresos medios por hogar en la localidad eran de $16,250 y los ingresos medios por familia eran $21,250. Los hombres tenían unos ingresos medios de $28,750 frente a los $16,250 para las mujeres. La renta per cápita para la localidad era de $11,693. Alrededor del 23.8% de la población estaban por debajo del umbral de pobreza.